# 緑髭効果

緑髭効果は、固有の観察可能な形質を生み出す遺伝子を持つ個体が、その特定の形質を持つ個体を選択し、それによって同じ遺伝子を選択する選択の一形態である。この図では個体が同じ頭の色を持つ個体と選択的に交配している。

緑髭効果（みどりひげこうか、英: Green beard effect）とは、種の個体間における選択的な利他的行動を説明するために進化生物学で用いられる思考実験である。

## 歴史
緑髭遺伝子のアイデアは、1964年のウィリアム・ドナルド・ハミルトンの論文で提案され、1976年の利己的遺伝子においてリチャード・ドーキンスが用いた例（「私は緑の髭を持っており、緑の髭を持つ他の誰に対しても利他的に振る舞う」）から名付けられた。

## 説明
緑髭効果は、対立遺伝子あるいは遺伝的連鎖した対立遺伝子の集合が、3つの発現（または表現型）効果を生み出す時に発生する：
1. 知覚可能な形質—仮説上の「緑の髭」
2. 他者によるこの形質の認識
3. その形質を持つ他者による、その形質を持つ個体の優先的な扱い

遺伝子（または特定の対立遺伝子）の保持者は、本質的に他の個体における同じ遺伝子（または特定の対立遺伝子）のコピーを認識している。血縁選択説が非特異的な方法で遺伝子を共有する血縁個体への利他主義を含むのに対し、緑髭対立遺伝子は特定の表現型的形質によって発現される遺伝子を共有する個体への利他主義を促進する。一部の著者は、緑髭効果が「緑髭」遺伝子を持たない個体への「敵意」を含む可能性も指摘している。これは、必ずしも血縁関係のない構成員同士がより強い協力関係を示す集団内の下位集団を区別する効果を持ち、その構成員にとって有利な「派閥」を形成する可能性がある。
緑髭効果は、緑髭表現型への利他主義を増加させ、したがって遺伝子が正確なコピーではない遺伝子の増加を助けたとしても、個体群におけるその存在を増加させる可能性がある。必要なのは、3つの必要な特徴を発現することだけである。緑髭対立遺伝子は、助け合う行動なしに知覚可能な形質を生み出す突然変異に対して脆弱である。

## 進化理論における役割
利他的行動は、競争の役割を強調した古い進化理論の観点からみると逆説的である。利他主義の進化は、自身の伝播を最大化するという比喩的な「利己的目標」を持つ因子として作用する遺伝子の観点から自然選択説の解釈を強調する遺伝子中心の進化観を通じてより良く説明される。選択的利他主義の（行動的）遺伝子は、利他主義が主にその遺伝子を共有する他の個体に向けられる場合、（自然）選択によって優遇される可能性がある。遺伝子は目に見えないため、このような効果が生じるためには利他的行動のための知覚可能なマーカーが必要となる。

## 例
進化生物学者たちは、緑髭遺伝子の潜在的な妥当性について議論し、単一のあるいは連鎖した遺伝子の集合が3つの複雑な表現型効果を生み出すことは極めて稀であることを示唆してきた。この批判は、緑髭遺伝子は単純に存在し得ないか、微生物のようなより単純な生物にのみ存在し得るという考えに至らせた。この批判は近年、疑問視されている。
この概念は、1998年にローラン・ケラーとケネス・G・ロスによってヒアリ（Solenopsis invicta）で自然界における緑髭対立遺伝子が初めて発見されるまで、ドーキンスの利己的遺伝子モデルの下で単なる理論的可能性に留まっていた。複数女王制のコロニーの女王は、Gp-9遺伝子座においてヘテロ接合体（Bb）である。その働きアリの子孫は、ヘテロ接合体（Bb）とホモ接合体（BB）の両方の遺伝子型を持つことができる。研究者たちは、野生で単女王制のコロニーを形成するホモ接合体優性（BB）の女王が、複数女王制のコロニーに導入された際に特異的に殺されることを発見し、その多くはホモ接合体（BB）ではなくヘテロ接合体（Bb）の働きアリによって殺されることを発見した。彼らは、対立遺伝子Gp-9bが緑髭対立遺伝子と連鎖しており、この対立遺伝子を持つ働きアリにそれを持たないすべての女王を殺させると結論付けた。最終的な結論として、働きアリは臭いの手がかりに基づいてBB女王とBb女王を区別できることが記されている。
2003年に発見されたキイロタマホコリカビの遺伝子csAは、他の細胞のgp80タンパク質に結合する細胞接着タンパク質をコードし、土壌上での多細胞性子実体形成を可能にする。csA遺伝子ノックアウト細胞と野生型細胞の混合物は、子実体から「生まれた」胞子の82%が野生型（WT）となる。これは、野生型細胞の方が接着性が高く、より効果的に集合体を形成するためである。ノックアウト（KO）細胞は取り残される。より接着性が高いが自然でない物質上では、KO細胞も接着できる。接着性がより高いWT細胞は、優先的に柄に分化する。
2006年には、側斑トカゲの色彩型間の協力的な行動において緑髭様の認識が観察されたが、これらの形質はゲノム全体の複数の遺伝子座によってコードされているようである。
より最近の例として、2008年に発見された出芽酵母をアルコールなどの毒物に反応して凝集させる遺伝子がある。無性生殖の集合体に一般的に見られる自己接着の一種である凝析を調査することで、スムカラらはS. cerevisiaeが協力行動進化のモデルであることを示した。この酵母が実験室でFLO1を発現すると、凝集が回復する。凝集はFLO1+細胞にとって明らかに防御的であり、これらの細胞は特定のストレス（例えばエタノール）から保護される。さらにFLO1+細胞は優先的に互いに接着する。したがって著者らは、凝集がこの緑髭対立遺伝子によって駆動されると結論付けている。
哺乳類の例として、ハツカネズミの生殖戦略がある。精子間の協力を示し、単一の精子が互いに結合して精子列を形成し、これは単一の精子よりも速く移動することができる。
緑髭効果の発現を通じて種分化が可能である可能性が示唆されている。
また、緑髭選択を通じて自殺が進化した可能性も示唆されている。自殺は望ましくない社会的文脈への反応であることが多い。自殺を試みることは、コミュニティのメンバーに喪失の脅威を与える。多くの過去の自殺による喪失が感じられている場合、コミュニティは新たな自殺企図者を真剣に受け止める可能性が高い。したがって、過去の自殺は将来の自殺企図の信憑性を高め、望ましくない社会的文脈を緩和するためのコミュニティの努力を増加させる結果となる可能性がある。
研究によると、人間は遺伝的に友人とはいとこの四親等と同程度の近さであることが示されている。